# Billy Newsome
William Ray Newsome (Jacksonville, 2 marzo 1948) è un ex giocatore di football americano statunitense che ha militato nel ruolo di defensive end nella National Football League (NFL).

## Carriera
Newsome al college giocò a football alla Grambling State University. Fu scelto nel corso del quinto giro (122º assoluto) del Draft NFL 1970 dai Baltimore Colts. Rimase con i Colts per tre stagioni, vincendo il Super Bowl V nella sua stagione da rookie. Nel 1973 fu coinvolto in uno degli scambi più a senso unico della storia della NFL quando i Colts lo cedettero ai New Orleans Saints per la seconda scelta assoluta del Draft NFL 1973, che i Saints avevano ottenuto in virtù di un record di 2-11-1 nel 1972. I Colts utilizzarono tale scelta per selezionare il quarterback Bert Jones, un nativo della Louisiana proveniente da LSU. Newsome chiuse in seguito la carriera con i New York Jets (1975-1976) e con i Chicago Bears (1977).

## Palmarès
- Super Bowl : 1

Baltimore Colts: V
- American Football Conference Championship: 1

Baltimore Colts: 1970